# Alianza (torpedera)

El lancha torpedera Alianza fue una lancha torpedera del tipo Herreshoff de construcción norteamericana, de la Marina de Guerra del Perú, gemela a la República y la Alay -capturada por Chile antes de llegar al Callao- y participaron en la Guerra del Pacífico o Guerra del Salitre. La Alianza formó parte de las defensas del puerto de Arica y fue varada y destruida por su propia tripulación en las playas de Ite enTacna, mientras intentaba escapar de la persecución del transporte artillado chileno Loa el mismo día de la Batalla de Arica. 

## Construcción y Puesta en Servicio
Desde que estalló la guerra en 1879, el Perú que estaba en inferioridad naval buscó la manera de nivelar el poderío naval con la adquisición de torpederas. De esta manera, el 14 de mayo se comisionó al coronel Enrique Lara para la compra de torpederas. 
Herreshoff Manufacturing Co. era una empresa que se dedicaba a la construcción de veleros y yates a vapor, pero en julio de 1878 lanzó un prototipo de lancha torpedera de lata velocidad, la Lightning que era utilizada en demostraciones. Con base en este prototipo se construyeron 5 torpederas similares de las cuales, 3 fueron compradas por Perú, una por Rusia y otra más por los Estados Unidos. Las construidas para Perú tenían el numeral del astillero 53, 55 y 60.
Debido a la crisis económica del Perú, no se le envió dinero al coronel Lara y él compró 2 lanchas torpederas a crédito con la colaboración de W.R. Grace & Co., empresa que se encargaba de abastecer agua a las guaneras de Tarapacá. Lara viajó a Europa con el propósito de obtener donaciones de los ricos peruanos residentes en París y pagar la construcción de 6 lanchas torpederas que él ya había contratado, pero solo obtuvo £ 3000 del empresario Carlos Candamo cuando se necesitaba £ 24 000. Lara regresó a Estados Unidos y con la colaboración de la W.R. Grace & Co. logró sacar 2 lanchas ya terminadas que fueron enviadas a Panamá.
La primera lancha Herreshoff llegó al Callao en el transporte Limeña el 9 de agosto de 1879, desarmada en 5 cajones dirigidos a la Compañía Cargadora de Guano y remitidas a la Sección de Torpedos y Máquinas de Guerra en Chucuito, al mando del capitán de navío Manuel Palacios, para ser armada por los mecánicos contratados por la W.R. Grace & Co., comenzando los trabajos el 19 de agosto. La segunda lancha Herreshoff llegó al Callao en el transporte Oroya el 30 de septiembre de 1879.
Debido a problemas económicos, las lanchas fueron armadas lentamente: el 9 de septiembre fue puesta flote la primera lancha y la segunda, el 5 de noviembre la tercera. Recién se probaron el 10 de noviembre de 1879. Las lanchas fueron bautizadas inicialmente como N.º 1, N.º 2, y N.º 3.
El 17 de septiembre se ordenó proseguir con la construcción de las 4 lanchas restantes. La tercera lancha estuvo lista para Perú en diciembre de 1879, pero no puedo salir porque fue embargada por razones de neutralidad por el gobierno de Estados Unidos. Sin embargo, pudo ser sacada secretamente hacía Panamá, en donde fue armada y de ahí se trearia en navegación hasta el Callao. Sin embargo, el espionaje chileno enterado de su llegada a Panamá, mando a capturarla siendo sorprendida por el transporte artillado Amazonas en Ballenitas, Ecuador, mientras buscaba reabastecerse de carbón y antes de que pudiera arribar al Perú en diciembre de 1879.

## Características Generales

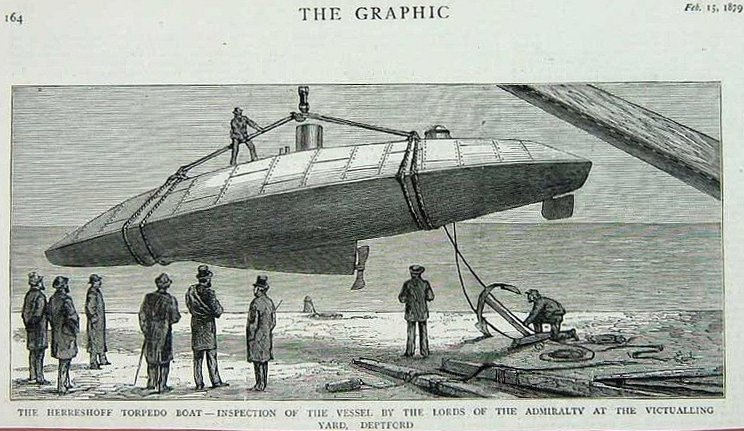
Torpedera Herreshoff en 1879.

El casco era de madera forrada con planchas de acero para proteger a los tripulantes. 
La máquina estaba en el centro, hacia proa, y recibía vapor de una caldera cilíndrica con un serpentín en espiral, un sistema de caldera de vapor de seguridad patentado por Herreshoff en 1876.
Teóricamente debían desarrollar una velocidad máxima de 16 nudos.

## Armamento
Tenía dos pértigas o botalones basculantes de 11,5 m de largo en cuyo extremo estaba un explosivo o torpedo de 100 libras de pólvora.

## Operaciones Bélicas

### Primera comisión
Las lanchas N.º 1 y N.º 2 fueron rebautizadas como República y Alianza respectivamente, al mando la primera del teniente 2° Bernabé Carrasco y la segunda al mando del capitán de corbeta Manuel Carrasco. Conformaban una división al mando del coronel Federico Larrañaga, embarcado en la República. Ambas lanchas zarparon del Callao el 12 de noviembre a las 7:30 a. m. escoltadas por el transporte Talismán, que estaba al mando del capitán de fragata Leopoldo Sánchez. 
A las 8 a. m. y a las 9:15 a. m. del mismo día 12, la República sufrió desperfectos en su maquinaria, por lo que el Talismán tuvo que remolcarla mientras la reparaban en la navegación, mantenimiento que terminó a las 2:45 p. m.. A las 7 p. m. la República tuvo otro problema, siendo nuevamente remolcada por el Talismán hasta las 9 a. m. del 13 de noviembre, que terminó sus reparaciones arribando por sus propios medios a Pisco a las 3:30 p. m.
El día 13 a la 1 p. m., a la Alianza se le desconectó el eje de la hélice porque el cabo con el que dio remolque a la República se le había enredado en la hélice y no pudiendo repararla, tuvo que ser remolcada por el Talismán, arribando a Pisco a las 4 p. m.
Como era imposible seguir al sur por el mal estado de las lanchas, el convoy regresó al Callao el 14 de noviembre, arribando el 15.

### Bloqueo de Arica

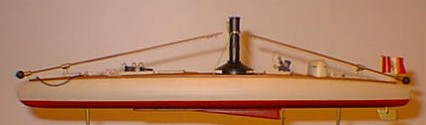
Modelo a escala de la lancha torpedera Alianza realizado por José Antonio Bedoya.

La lancha Alianza era la que estaba en mejor estado de las dos y se le envío a Arica a bordo de la corbeta Unión, arribando a Arica el 17 de marzo de 1880 durante la doble ruptura del bloqueo de Arica. La lancha torpedera estaba al mando del teniente 2° Manuel Fernández Dávila. Desde entonces sirvió en el patrullaje de la bahía de Arica. 
El 7 de abril de 1880, el coronel Francisco Bolognesi, Jefe de la plaza de Arica, ordenó que la Alianza viajara a la Quebrada de Vítor al sur de Arica para que reconociera si se estaban desembarcando tropas chilenas. Zarpó a las 7:35 p.m. y regresó a las 4 a. m. sin novedades.
Debido a problemas en la calidad del carbón y en las maquinaria, recién el 3 de mayo de 1880 a las 7:50 p.m., zarpa la Alianza con la finalidad de torpedear al blindado Cochrane, que mantenía junto a otros buques chilenos, el bloqueo de Arica. A las 10:50 p. m. tuvo un escape de vapor, por lo que tuvo que regresar al puerto, reconociendo en el trayecto al transporte artillado Itata. La avería provenía de su primera comisión realizada en noviembre de 1879; la lancha fue reparada nuevamente y quedó lista para el 17 de mayo, pero debido a la claridad de la luna, no se realizó otra expedición.
El 24 de mayo, por órdenes del contraalmirante Lizardo Montero, zarpó la lancha Alianza a las 9:45 p.m. a la caleta de Sama a torpedear a alguno de los transportes chilenos si estaban ahí. La Alianza arribó a Sama a las 2:20 a. m. del 25 y como no avistó a ningún buque, regresó. Pero a las 6 a. m., con la claridad del día y a 15 millas del norte de Arica, la lancha fue avistada por los buques chilenos bloqueadores, el blindado Cochrane y la cañonera Magallanes, abriéndole fuego, por lo que la lancha se preparó a torpedear a la Magallanes, maniobra que fue advertida en el buque chileno, que se retiró y permitió a la Alianza entrar a Arica a las 8:25 a. m.
Cuando llegaron las noches oscuras, volvió a ser comisionado. En la noche del 1 de junio zarpó para torpedear al blindado Cochrane, pero no lo encontró. En la noche del 2 zarpó nuevamente, encontrando al Cochrane a las 11:30 p.m., acercándose para aplicar el torpedo, pero cuando se encontraba cerca, se rompió el botalón por la proa, quedando el torpedo bajo la quilla.
En la noche del 6 de junio zarpó nuevamente a torpedear al Cochrane, pero no lo encontró y regresó a las 4:30 a. m. del 7. Al amanecer se dio la batalla de Arica, se hundió el monitor Manco Cápac y el comandante de este buque, el capitán de fragata José Sánchez Lagomarsino, ordenó al teniente 2° Manuel Fernández Dávila que navegara con la lancha Alianza hasta Mollendo o al Callao. Así lo hizo y fue perseguido por el blindado Cochrane y el transporte artillado Loa que les disparaban, hasta que al mediodía y a la altura del morro de Sama, el Cochrane regresó a Arica, continuando la persecución sola el Loa hasta Punta  Picata en las playas de Ite en Tacna, en donde la lancha fue varada por la imposibilidad de continuar porque las máquinas estaban recalentadas, encargándose el aspirante Juan de Mora de volar la embarcación con un torpedo.

## Torpedera República
La lancha torpedera República tuvo problemas en sus maquinarias que no pudieron ser solucionados y no fue comisionada nunca más. A fines de 1880, su andar era de 9 nudos y el 26 de diciembre se le dio el mando al marino extranjero Esteban Heaton, a quien se le iba a pagar por cada buque que hundiera, siendo la mayor suma por los blindados Cochrane y Blanco Encalada
La madrugada del 3 de enero de 1881, zarpó la República para torpedear al blindado Cochrane, pero fracasa y además se pierde el torpedo de pértiga Lay. Al amanecer del 4 de enero, la lancha torpedera chilena Fresia descubrió la República en Ancón, al norte de Lima, razón por cual los peruanos vararon su torpedera en la playa. Fue atacada por dos embarcaciones chilenas: el transporte artillado Toltén y la lancha torpedera Fresia, produciéndose el Combate de Ancón entre los buques y las tropas de tierra que defendieron la lancha. La tripulación de la República, ante la posibilidad de que pudiera ser tomada por el enemigo, decidió volar la lancha, destruyéndose de esta forma la última lancha torpedera tipo Herreshoff del Perú.